# Sanjivani Jadhav
Pour les articles homonymes, voir Sanjivani.
Sanjivani Jadhav, née le 17 juillet 1996 à Nasik (Maharashtra), est une athlète indienne, spécialiste de la course longue distance. Son meilleur résultat est une médaille de bronze aux Championnats asiatiques.

## Jeunesse
Fille d'un professeur, elle grandit à Vadalibhai et est repérée lors d'un championnat local. Elle commence le sport par le catch mais l'entraîneur Vijender Singh la convainc de se tourner vers l'athlétisme.

## Carrière
Pour son premier grand championnat, Sanjivani Jadhav décroche le bronze en 16 min 00 s 24 aux Championnats d'Asie 2017 derrière la Kirghize Darya Maslova et l'Émiratie Alia Saeed Mohammed. Courant également le 5 000 m, elle termine seulement 5e de la finale en 33 min 28 s 35. Quelques semaines plus tard, aux Universiade de Taipei, elle monte sur la deuxième marche du podium sur le 10 000 m en 33 min 22 s 00 derrière Maslova (33 min 19 s 27). Aux Jeux asiatiques en salle, Sanjivani Jadhav est médaillée d'argent sur le 3 000 m.
Aux Championnats d'Asie de cross-country 2018 à Guiyang (Chine), elle remporte la médaille de bronze du 8 km en 28 min 19 s derrière la Chinoise Li Dan (28 min 03 s) et la Japonaise Yukari Abe (28 min 06 s). Elle remporte également la médaille de bronze par équipes avec Swati Gadhave (11e en 30 min 18 s), Jhuma Khatun (14e en 32 min 14 s) et Lalita Babar (15e en 32 min 53 s).
En avril 2019, elle remporte le bronze sur le 10 000 m en 32 min 44 s 96 (son record personnel) des Championnats asiatiques et finit derrière la Bahreïne Shitaye Eshete  (31 min 15 s 62)et la Japonaise Hitomi Niiya (31 min 22 s 63). Elle finit aussi 4e du 5 000 m. Le mois suivant, elle conserve son titre sur le TCS World 10K au Bangalore en 35 min 10 s.
Le 19 juillet 2019, Sanjivani Jadhav reçoit une suspension de deux ans de la part de l'Agence mondiale antidopage (AMA) pour violation des règlee,. Tous ses résultats à compter du 29 juin 2018 sont annulés. Sa suspension se base sur les échantillons testés positifs au probénécide (un diurétique) lors du National Inter-State Athletis championships en novembre 2018 ainsi que lors des TCS World 10K en mai 2018. L'athlète avoue avoir utilisé de l'Ayurveda pour se soigner, ce qui explique la présence de probénécide mais n'ayant pas noté l'information sur sa fiche de contrôle lors des tests, elle ne peut pas prouver ses affirmations.

## Palmarès
| Année | Compétition                 | Lieu        | Place | Course        | Temps           |
| ----- | --------------------------- | ----------- | ----- | ------------- | --------------- |
| 2013  | Gymnasiades                 | Brasilia    | 2e    | 3 000 m       | 10 min 08 s 29  |
| 2014  | Championnats d'Asie juniors | Taipei      | 3e    | 3 000 m       | 9 min 35 s 02   |
| 2014  | Championnats d'Asie juniors | Taipei      | 5e    | 5 000 m       | 17 min 00 s 75  |
| 2015  | Universiade                 | Gwangju     | 13e   | 5 000 m       | 16 min 16 s 18  |
| 2015  | Universiade                 | Gwangju     | 6e    | 10 000 m      | 33 min 54 s 57  |
| 2016  | TCS World 10K               | Bangalore   | 13e   | 10 km         | 36 min 13 s     |
| 2016  | Semi-marathon               | New Delhi   | 13e   | semi-marathon | 1 h 15 min 35 s |
| 2017  | Jeux asiatiques en salle    | Achgabat    | 2e    | 3 000 m       | 9 min 26 s 34   |
| 2017  | Championnats d'Asie         | Bhubaneswar | 3e    | 5 000 m       | 16 min 00 s 24  |
| 2017  | Championnats d'Asie         | Bhubaneswar | 5e    | 10 000 m      | 33 min 28 s 35  |
| 2017  | Universiade                 | Taipei      | 8e    | 5 000 m       | 16 min 00 s 06  |
| 2017  | Universiade                 | Taipei      | 2e    | 10 000 m      | 33 min 14 s 16  |
| 2018  | Jeux asiatiques             | Jakarta     | —     | 5 000 m       | DSQ             |
| 2018  | Jeux asiatiques             | Jakarta     | —     | 10 000 m      | DSQ             |
| 2018  | TCS World K                 | Bangalore   | —     | 10 km         | DSQ             |
| 2019  | Championnats d'Asie         | Doha        | —     | 5 000 m       | DSQ             |
| 2019  | Championnats d'Asie         | Doha        | —     | 10 000 m      | DSQ             |
| 2019  | TCS World K                 | Bangalore   | —     | 10 km         | DSQ             |

## Records personnels
| Course        | Temps          | Lieu        | Date              |
| ------------- | -------------- | ----------- | ----------------- |
| 1 500 m       | 4 min 44 s 18  | Kuantan     | 19 septembre 2013 |
| 3 000 m       | 9 min 35 s 02  | Taipei      | 15 juin 2014      |
| 5 000 m       | 15 min 51 s 58 | Mangalagiri | 13 décembre 2017  |
| 10 000 m      | 33 min 14 s 16 | Mangalagiri | 15 décembre 2017  |
| 10 km         | 36 min 13 s    | Bangalore   | 15 mai 2016       |
| Semi-marathon | 1 h 15 min 35  | New Delhi   | 20 novembre 2016  |

| Course  | Temps         | Lieu     | Date              |
| ------- | ------------- | -------- | ----------------- |
| 3 000 m | 9 min 26 s 34 | Achgabat | 18 septembre 2017 |